# Laurent Roussey
Laurent Roussey (* 27. Dezember 1961 in Nîmes) ist ein ehemaliger französischer Fußballspieler und späterer -trainer.
Im Alter von 16 Jahren, drei Monaten und 25 Tagen wurde er zum jüngsten Torschützen in der Geschichte der französischen Ligue 1. Er galt als großes Talent und nahm an zwei Länderspielen teil, musste sich nach einer Reihe von Verletzungen aber schon mit 25 Jahren aus der höchsten Liga verabschieden und spielte danach nur noch zweitklassig. Als Trainer übernahm er mehrere Profiklubs aus Frankreich und der benachbarten Schweiz.

## Als Spieler im Verein

### Jugend und früher Karrierestart bei Saint-Étienne (bis 1983)
Roussey begann das Fußballspielen bei der AS Mazargues aus Marseille, bevor er den Talentscouts der AS Saint-Étienne ins Auge fiel und als 13-Jähriger in die Jugendabteilung des Erstligisten aufgenommen wurde. Während der Saison 1977/78 gehörte er dem Profikader an und kam bereits kurz nach seinem 16. Geburtstag zu seinem Debüt in der höchsten französischen Spielklasse, als er am 26. Februar 1978 bei einem 2:0-Sieg gegen den FC Metz in der 82. Minute für Pierre Repellini eingewechselt wurde. Anschließend lief er bei weiteren Begegnungen von Beginn an auf und erzielte am 21. April bei einer 1:3-Niederlage gegen die AS Monaco das Tor zum zwischenzeitlichen Ausgleich, womit der 16 Jahre und knapp vier Monate alte Nachwuchsspieler zum jüngsten Torschützen der Ligageschichte wurde. Seine vielversprechenden Leistungen im Frühjahr 1978 ließen ihn ebenso wie den ein Jahr älteren Patrice Garande als große Hoffnungen für die Offensive Saint-Étiennes erscheinen, doch bedingt durch die namhaften Konkurrenten Patrick Revelli und Dominique Rocheteau spielte Garande schnell keine Rolle mehr, während sich Roussey zumindest teilweise mit Einsätzen in der zweiten Mannschaft begnügen musste.
Zur Spielzeit 1978/79 kam mit Laurent Paganelli ein noch jüngeres, bei seinem Debüt erst 15-jähriges Talent hinzu, auch wenn dieser jüngste Spieler der Ligageschichte ohne Tor blieb und daher Rousseys Rekord nicht gefährden konnte. Letzterem blieb in seiner zweiten Saison bei den Profis in der Regel die Rolle eines Jokers innerhalb einer Mannschaft, die sich zunehmend als eine der besten Frankreichs erwies und sich 1979 als Tabellendritter für den UEFA-Pokal 1979/80 qualifizierte. Infolgedessen erreichte Roussey sein Debüt im europäischen Wettbewerb, als er am 7. November 1979 bei einem 6:0-Schützenfest gegen die PSV Eindhoven für den im Sommer zuvor verpflichteten Michel Platini eingewechselt wurde; im weiteren Spielverlauf konnte der damals immer noch nicht volljährige Stürmer zugleich seinen ersten Treffer auf europäischer Ebene bejubeln. Die Saison 1979/80 war jene, in der er seine Torgefährlichkeit unter Beweis stellen konnte. Er traf in 14 Ligapartien sieben Mal, obwohl er in den meisten Fällen nur als Einwechselspieler zum Zug kam. Auf diesem Weg erwarb er sich das Vertrauen des Trainers und rückte im Sommer 1980 in die erste Elf auf.
Trotz seiner lediglich 18 Jahre gelang es ihm in der nachfolgenden Zeit, seinen Stammplatz im Team der sehr ambitionierten ASSE zu behaupten. Mit zwölf Toren trug er dazu bei, dass die Elf aus dem Forez 1981 die französische Meisterschaft gewann. Überdies gelang der Einzug ins nationale Pokalfinale 1981, bei dem er von Beginn an auflief und eine 1:2-Niederlage gegen den SEC Bastia hinnehmen musste. Einen Knick erlitt seine Laufbahn wenig später, als er sich im Herbst desselben Jahres eine Knieverletzung zuzog und sich erst im Frühjahr 1982 in die Elf zurückkämpfte, ohne jedoch seine Form wiederzufinden. Die Mannschaft als Ganzes konnte hingegen an das erfolgreiche Vorjahr anknüpfen, wurde Tabellenzweiter und qualifizierte sich für das Pokalendspiel 1982. Bei diesem ersetzte Roussey in der 67. Minute Paganelli, erlebte ein 2:2-Remis und anschließend ein verlorenes Elfmeterschießen gegen Paris Saint-Germain. Einige Monate später wurde er für seine Leistungen mit der Berufung in die Nationalelf belohnt.
Die Saison 1982/83 verlief vergleichsweise sehr enttäuschend, Saint-Étienne rettete sich nur knapp vor dem drohenden Abstieg und Roussey ließ mit acht Treffern nach wie vor seine frühere Form vermissen. 1983 kehrte er dem Klub den Rücken und unterschrieb beim Vorjahresaufsteiger FC Toulouse.

### Langsamer Niedergang bei Toulouse, Toulon und Alès (1983–1988)
Obwohl er bei seiner Ankunft in Toulouse lediglich 21 Jahre alt war, wies er schon einiges an Erfahrung auf und erkämpfte sich auf Anhieb einen Stammplatz. Zum Kader zählte unter anderem sein älterer Bruder Olivier Roussey (* 1958), der allerdings vergeblich auf Einsätze hoffte. Für Laurent lief es aber auch nicht besonders gut, da ihm sein Knie erneut massive Probleme bereitete. Zumindest übertraf seine Mannschaft 1984 mit dem fünften Tabellenrang die allgemeinen Erwartungen. Im Verlauf der Spielzeit 1984/85 verschlimmerte sich die Lage für Roussey, er büßte seinen Stammplatz ein und entschied sich 1985 daher für einen Wechsel zum Erstligarivalen SC Toulon.
Bei Toulon traf er auf seinen früheren Kollegen Paganelli, dessen Karriere ebenfalls ins Stocken geraten war. Letzterer zählte bei dem Abstiegskandidaten von der französischen Mittelmeerküste zumindest zu den Leistungsträgern, wohingegen Roussey eine schwere Zeit durchlebte und sich mit einer Reservistenrolle abzufinden hatte. Zwar wurde noch gelegentlich auf ihn zurückgegriffen, doch schoss er in den nachfolgenden zwei Jahren nicht einen einzigen Treffer. 1987 verließ er den SC Toulon, der den Klassenerhalt beide Male geschafft hatte, in dem Glauben, seine Profikarriere sei zu Ende. Tatsächlich bedeutete dies für den erst 25-jährigen Ex-Nationalspieler den endgültigen Abschied von der ersten Liga.

### Letzte Jahre in der Schweiz und beim Red Star (1988–1991)
Mit Olympique Alès sicherte sich 1987 ein Zweitligist die Dienste Rousseys. Er litt aber nach wie vor unter Knieproblemen und schaffte auch in der tieferen Spielklasse nicht den Durchbruch. Zumindest gehörte er zu einer stark auftretenden Mannschaft, die nur knapp an einem möglichen Aufstieg scheiterte.
Zu Beginn der Saison 1988/89 entschied er sich zum Gang ins Ausland und fand im wenig namhaften Schweizer Zweitligisten FC Renens einen neuen Arbeitgeber. Dort erkämpfte er sich zum ersten Mal seit langer Zeit wieder einen Stammplatz und steuerte in einem Jahr zehn Tore bei. Dem folgte 1989 die Rückkehr in sein Heimatland, wo ihn der zweitklassige Hauptstadtklub Red Star Paris unter Vertrag nahm. Im Abstiegskampf wurde er regelmäßig aufgeboten, musste aber 1991 im Alter von nur 29 Jahren erkennen, dass er keine dauerhafte Perspektive als Spieler mehr besaß und beendete deswegen nach 163 Erstligapartien mit 45 Toren sowie 63 Zweitligapartien mit 14 Toren in Frankreich und 29 Zweitligapartien mit zehn Toren in der Schweiz seine aktive Laufbahn.

## Nationalmannschaft
Roussey war 20 Jahre alt, als er am 6. Oktober 1982 bei einem Freundschaftsspiel gegen Ungarn von Beginn an auf dem Platz stand und so sein Debüt für die französische Nationalmannschaft gab. In der 65. Minute erzielte er für sein Land den einzigen Treffer in der Begegnung, der zugleich sein erstes und einziges Tor im Nationaltrikot darstellte; kurz vor Spielende wurde er dann durch den wie er auch in Saint-Étienne unter Vertrag stehenden Gérard Janvion ersetzt. Am 10. November desselben Jahres wurde er bei einem 2:1-Erfolg gegen die Niederlande aufgeboten, doch mit seiner Auswechslung in der 57. Spielminute endete seine nur zwei Partien andauernde Laufbahn in der Nationalelf.

## Trainerkarriere

### Coach im Amateurbereich (1991–2000)
Direkt im Anschluss an das Ende seiner Spielerlaufbahn zog es ihn 1991 ins französische Überseegebiet Réunion, wo er bei dem in der dortigen ersten Liga gesetzten Klub SS Saint-Pauloise die Verantwortung als Trainer übernahm. Der Gewinn eines Titels auf der Insel glückte ihm allerdings nicht, bis er 1995 ins Mutterland zurückkehrte und den viertklassigen Traditionsverein FC Grand Rouen übernahm. Es folgten Jahre, die sich vor allem aufgrund finanzieller Probleme als chaotisch erwiesen und im Zwangsabstieg 1998 ihren Höhepunkt fanden. Roussey blieb dem Klub trotz der Strafversetzung in die fünfte Spielklasse treu, erreichte 1999 nicht nur den direkten Wiederaufstieg, sondern auch einen Achtungserfolg, indem das Team bis ins nationale Pokalviertelfinale kam. Letztlich veranlassten die schwierigen Rahmenbedingungen ihn im Sommer 2000 dazu, Rouen zu verlassen.

### Erstligatrainer in Frankreich und der Schweiz (ab 2000)
Nachdem der Zweitligist US Créteil seinen Trainer Gernot Rohr während der laufenden Saison entlassen hatte, wurde Roussey im September 2000 als dessen Nachfolger eingestellt und schaffte damit den Sprung in den Profibereich. Für eine wesentliche Verbesserung der Lage konnte er bei der abstiegsbedrohten Mannschaft nicht sorgen und hinzu kamen interne Unstimmigkeiten, weswegen er schon im April 2001 das Handtuch werfen musste. Wenngleich er in Créteil wenig erfolgreich gewesen war, markierte diese Station seinen dauerhaften Einstieg in den Profifußball.
Im Sommer 2001 ging er abermals in die Schweiz, wo er schon als Spieler ein Jahr verbracht hatte, und erreichte durch seine Unterschrift beim FC Sion den persönlichen Aufstieg in die Erstklassigkeit. In sportlicher Hinsicht hielt er den Verein in der obersten nationalen Spielklasse, doch es folgte der Zwangsabstieg aus finanziellen Gründen, weswegen er Sion schon 2002 wieder verließ. Eine neue Anstellung fand er beim französischen Erstligisten OSC Lille, auch wenn er sich mit einer Rolle als Co-Trainer an der Seite von Claude Puel begnügen musste. Den Nordfranzosen blieb er treu, bis er 2006 zu seinem einstigen Arbeitgeber AS Saint-Étienne zurückkehrte, um dort als Assistent des Cheftrainers Ivan Hašek zu arbeiten. Im Juli 2007 rückte er dann auf dessen Posten auf und erreichte mit der Mannschaft 2008 durch den fünften Tabellenplatz die Qualifikation zum europäischen Wettbewerb des nachfolgenden Jahres. Zu Beginn der nachfolgenden Spielzeit geriet Saint-Étienne hingegen in die Abstiegszone, weswegen er im November 2008 entlassen wurde.
Es folgte für ihn eine Phase außerhalb des Fußballs, bevor er im Februar 2011 erneut Trainer des Schweizer Erstligavereins FC Sion wurde. Kurz darauf gewann er seine erste Trophäe als Coach, da sich seine Mannschaft im Schweizer Cupfinale 2011 mit 2:0 gegen Neuchâtel Xamax durchsetzen konnte. Im April 2012 endete seine Amtszeit bei Sion, doch bereits im nachfolgenden Sommer fand er im benachbarten Erstligisten FC Lausanne-Sport einen neuen Arbeitgeber. Mit Lausanne spielte er gegen den Abstieg und wurde im Oktober 2013 nach einem sehr schlechten Start in die neue Spielzeit entlassen. Obwohl sein Rauswurf während der laufenden Saison erfolgte, fand er in seinem Ex-Klub aus Sion sofort einen neuen Verein, musste dort aber schon im nachfolgenden Februar wegen Erfolglosigkeit seinen Posten wieder räumen. Im Dezember 2015 erhielt er wieder ein Traineramt in Frankreich, als ihn der Zweitligist US Créteil aus der Umgebung von Paris zu sich holte. Zum Saisonende 2015/16 stieg er mit diesem allerdings ab und wurde daraufhin entlassen.